# Великий бегінаж (Левен)

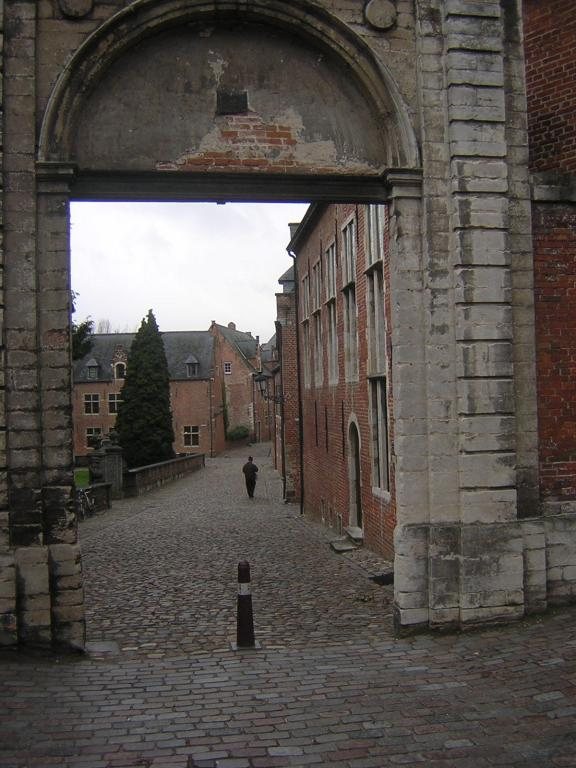
Головна в'їзна брама Великого бегінажу Левена

Великий бегінаж Левена — це добре збережений бегінаж і повністю відреставрований історичний квартал, що містить десяток вулиць на півдні від центру Левена. Близько 3 гектари (7,4 акра) розміром, із приблизно 300 квартирами в майже 100 будинках, це один із найбільших збережених бегінажів у Нижніх країнах. Він тягнеться по обидва боки річки Дейле, яка розпадається на два канали всередині бегінажу, утворюючи таким чином острів. Три мости з'єднують частини бегінату. Повний бегінаж належить Левенському університету та використовується як кампус, особливо для розміщення вчених.

## Історія

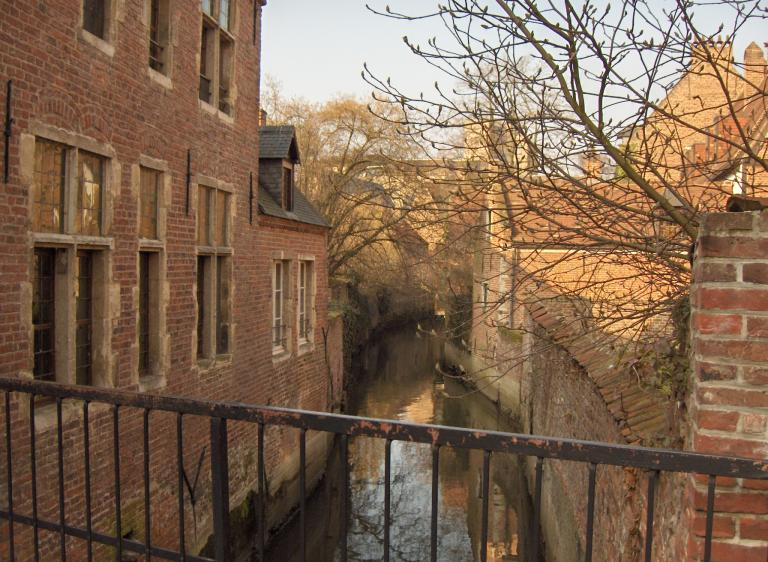
Канал річки Дейле в бегінажі Левена

Великий бегінаж має вигляд маленького містечка в місті. Це послідовність вулиць, площ, садів і парків, з десятками будинків і монастирів у традиційному стилі з цегли та пісковику.
Як спільнота для неодружених напіврелігійних жінок (див. Бегіна), цей бегінаж виник на початку 13 століття. Найдавніші письмові документи датуються 1232 роком. Латинський напис на церкві згадує 1234 рік як дату заснування. Імовірно, громада на кілька десятиліть старша. Місцеві історики 16 століття, в тому числі Юст Ліпсій, згадують 1205 рік як дату заснування.
Так само, як і інші бегінажі у Фландрії, бегінаж у Левені пережив свій перший золотий час у 13 столітті та важкі часи під час релігійних конфліктів у 16 столітті. Одним із священиків цього бегінажу був Адріан Флоренс Боєєнс, духовний наставник немовляти Карла V, пізніше відомий як Папа Адріан VI.
З кінця 16-го століття, і особливо після Дванадцятирічного перемир'я в 1621 році, Бегінаж мав другий період розквіту, який досяг кульмінації в останній чверті 17-го століття і продовжувався потім, хоча й у поступовому занепаді, аж до вторгнення антирелігійних французьких революціонерів. Пік записів припав на часовий проміжок у два покоління в період 1650—1670 рр., коли кількість бегінів сягнула 360. Близько 1700 року їх число вже впало до 300 через війни (включаючи Дев'ятирічну війну) і хвороби. До середини 18 століття кількість бегінів скоротилася приблизно до 250. Раптове збільшення записів, а потім тривалий період поступового занепаду, пояснює однорідність архітектурного стилю будинків, більшість із яких були побудовані в 1630—1670 роках. Таку саму демографічну еволюцію можна спостерігати в інших бегінажах, наприклад у сусідньому містечку Діст або — із деяким запізненням — у Лірі (де будинки в середньому на півстоліття молодші, ніж у Левені). Після вторгнення французьких революціонерів бегінаж Левена не був проданий як bien national, як це сталося з більшістю монастирів і абатств. Власність громади, однак, було конфісковано та передано місцевій комісії з опіки (цивільні хоспіси) та реорганізовано як громадські богадільні. Бегінам дозволялося продовжувати жити в своїх будинках, але вільні кімнати здавали в оренду літнім і бідним людям. Деякі колишні священнослужителі жили на свою обов'язкову пенсію в бегінажі, серед них був останній пріор абатства Віллер.
Останній священик бегінської громади помер у 1977 році у віці 107 років. Він похований на кладовищі Парк-Аббі. Останній бегін помер у 1988 році.

## Реставрація

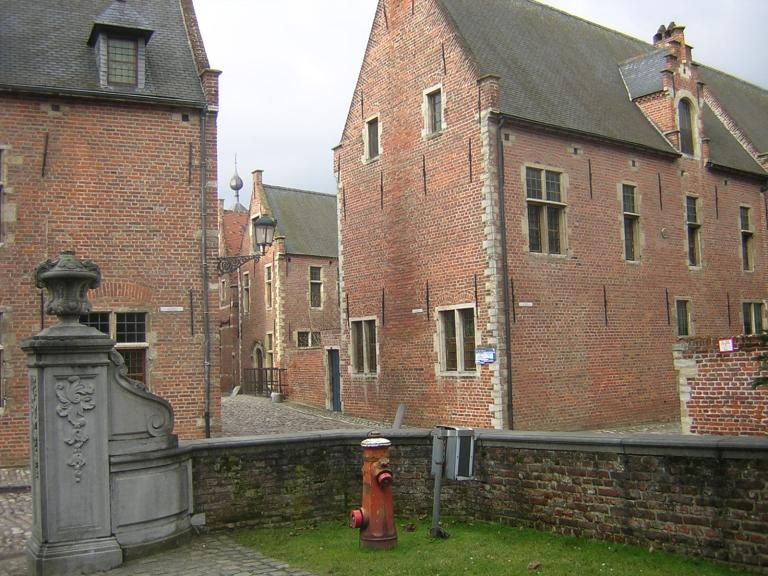
Дві вулиці в бегінажі Левена.

Після більш ніж 150 років користування місцевою комісією з питань соціального забезпечення та проживання людей, які фінансово не мали змоги утримувати житло, у 1960 році це місце було в жалюгідному стані. Комісія з соціального забезпечення вирішила продати весь квартал. Забудовник виявив інтерес, але відмовився від своїх планів, коли дізнався, що університет хоче купити та відновити бегінаж. Це маленьке містечко було відновлено між 1964 і 1989 роками Левенським католицьким університетом, який придбав це місце в 1962 році у Комісії соціального забезпечення. Реставрація проходила в два етапи. Більшість вулиць було відновлено в 1960-1970-х роках під керівництвом професора Раймонда М. Лемера. Церкву та вулицю при ній відреставрували у 1980-х роках. Масштабний проект реставрації цілого кварталу відповідно до принципів Венеційської хартії став важливим поштовхом у популярності бегінажів і традиційної архітектури в цілому. У 1998 році він був офіційно визнаний ЮНЕСКО об'єктом Світової спадщини.

## Архітектура

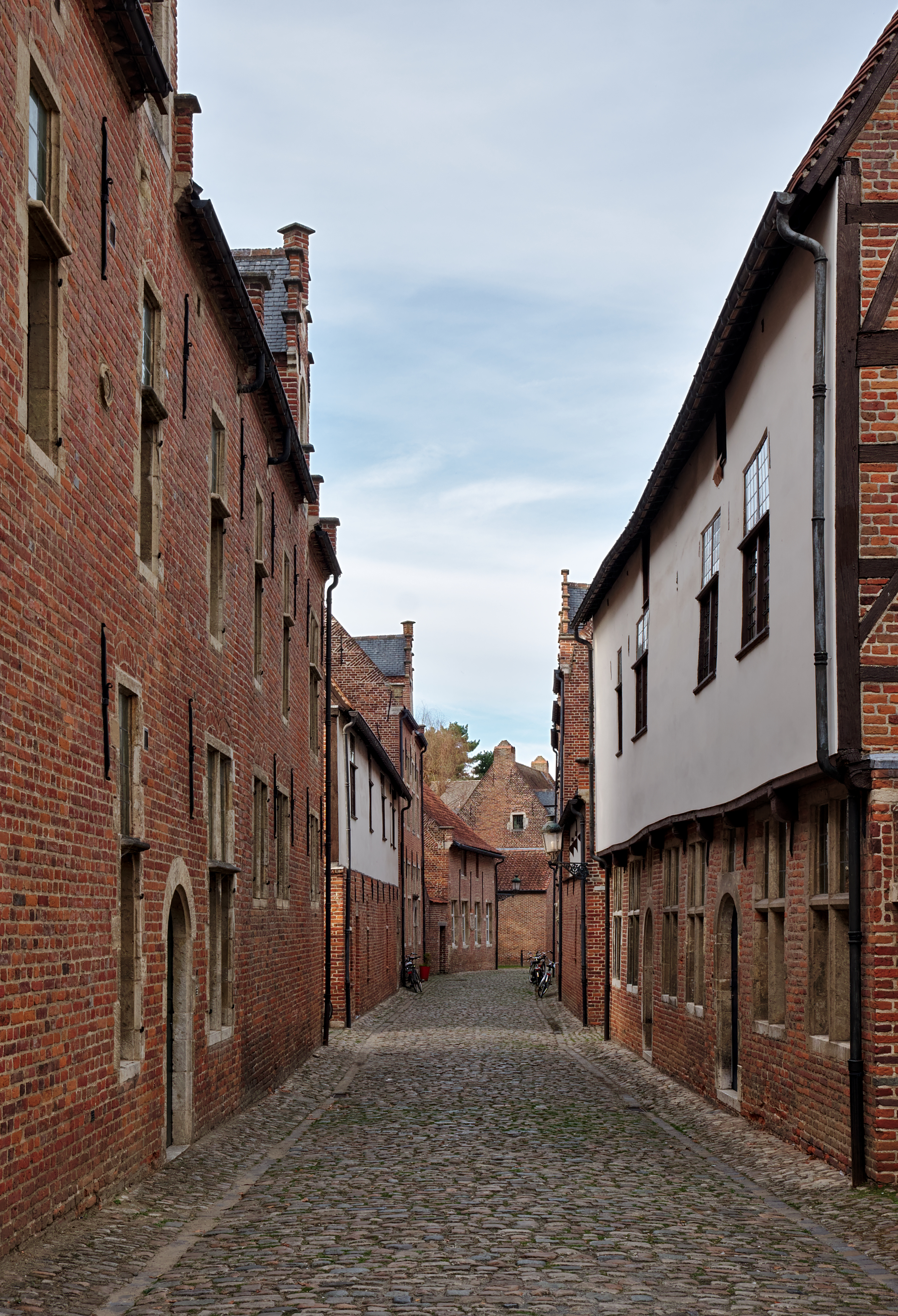
Вузька вулиця у Великому бегінажі Левена

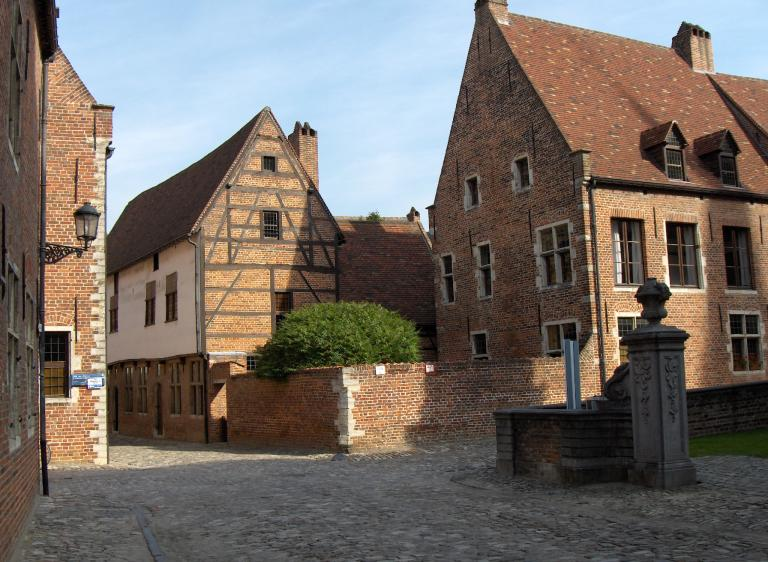
Дерев'яний каркас у Великому бегінажі Левена

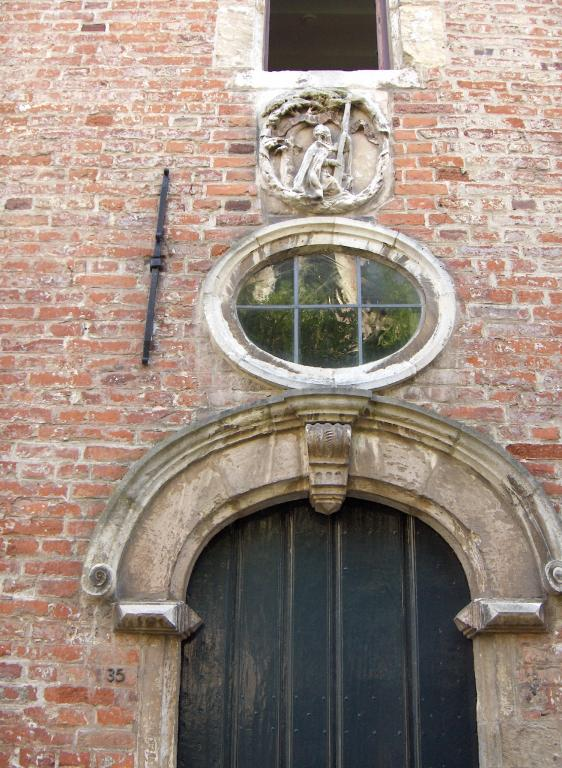
Фрагмент фасаду Великого бегінажу в Левені

Бегінаж Левена має вигляд невеликого містечка з будинками, спланованими уздовж мережі вузьких вулиць і невеликих площ. Він відрізняється від бегінажів Брюгге та Амстердама, де всі будинки виходять у центральний двір. Єдиний великий зелений двір на лівому березі річки утворився внаслідок знесення деяких будинків у 19 столітті. П'ять будинків датуються 16 століттям, у трьох з яких досі збереглися дерев'яні каркаси. Будинок Ш'євра був побудований у 1561 році відповідно до заповіту Марії ван Хамаль, вдови Вільяма де Кроя, герцога Арсхота і радника з політичних питань імператора Карла V. Характерний шатровий дах із цибулеподібним верхом відсилає до двох веж замку герцога в Хеверлі (сьогодні відомого як замок Аренберг).
Більшість будинків датується періодом 1630–1670 років. Вони були побудовані в місцевій, традиційній архітектурі, збагачені деякими тверезими, бароковими елементами. Фасади виконані з червоної цегли з ригельними рамами вікон і дверей з пісковику. Типовим елементом бегінажу Льовена є численні мансардні вікна, часто доповнені фронтонами у формі ворони та круглими арочними вікнами.
Багато будинків мають вражаючу кількість маленьких вікон на першому поверсі. Бегінки дуже дбали про своє приватне життя. Будинки з великими вікнами на першому поверсі раніше були приховані додатковою стіною, як і досі в інших бегінажах.
Кілька будинків було замінено або побудовано в 19 столітті, але набагато менше, ніж в інших бегінажах, таких як Лір.
Костел являє собою ранньоготичну базиліку з романськими елементами. Як зазвичай для жебрачих орденів або жіночих конгрегацій, він не має вежі, лише флеш. Із 1998 року на цій флеші є невеликий карильйон, який кожні півгодини грає коротку мелодію на 16 дзвонах, що надходять із карильйону вежі Левенської бібліотеки. У 2009 році до інструменту було додано 29 нових дзвонів і клавіатуру типу палички для ручної гри. На північному вході церкви видно два латинські написи, які вказують на роки заснування бегінажу (1234 — anno domini MCCXXXIII curia incepit) і церкви (1305). У східній частині церкви є вражаюче високе вікно 14 ст., верхня частина якого освітлює аттик над склепінням, побудованим у 17 ст. Інтер'єр завширшки 27 метрів (найширша церква в місті), що містить неф і два проходи по десять відсіків. Помітно наявне денне світло. Аркади, що відокремлюють неф від проходів, несуть статуї дванадцяти апостолів, Марії та святого Йосипа зі святою дитиною. Ці статуї, як і більшість інших творів мистецтва, є суцільним бароко. Вони підкреслені штучними плафонами чорної фарби за ними. Реставрація у 1980-х роках виявила фрески XIV століття.

## Тен Хоув і Аборг

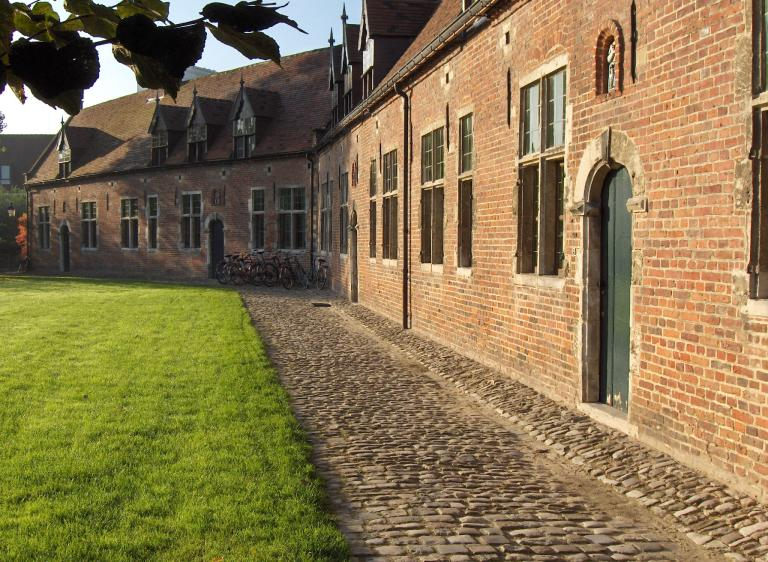
Іспанський квартал. Це розширення Бегінажу 17 ст. також відоме як Аборг, що означає «Старий замок».

Назва кварталу бегінажу, Тен Хоув (Hof = Двір), а також стара назва лівого берега річки (Aborg = Vetus Castellum = Старий замок), здається, відносяться до попереднього поселення, можливо, до двору першого Лорда Левена. Тоді це було поле, де відбулася битва під Левеном. У 891 році імператор Арнульф Каринтійський покінчив тут із вторгненнями вікінгів. Жодних переконливих доказів цієї гіпотези в Бегінажі так і не було знайдено, і тому деякі автори заперечують сучасний бегінаж як точне місце битви.

## Відомі жителі
- Енн ван Дуверін (1549—1625), поетеса